# Chloridolum perlaetum
Chloridolum perlaetum är en skalbaggsart som först beskrevs av White 1853.  Chloridolum perlaetum ingår i släktet Chloridolum och familjen långhorningar.
Artens utbredningsområde är:
- Burma.
- Taiwan.

Inga underarter finns listade i Catalogue of Life.